# Carvalhinho (Galiza)

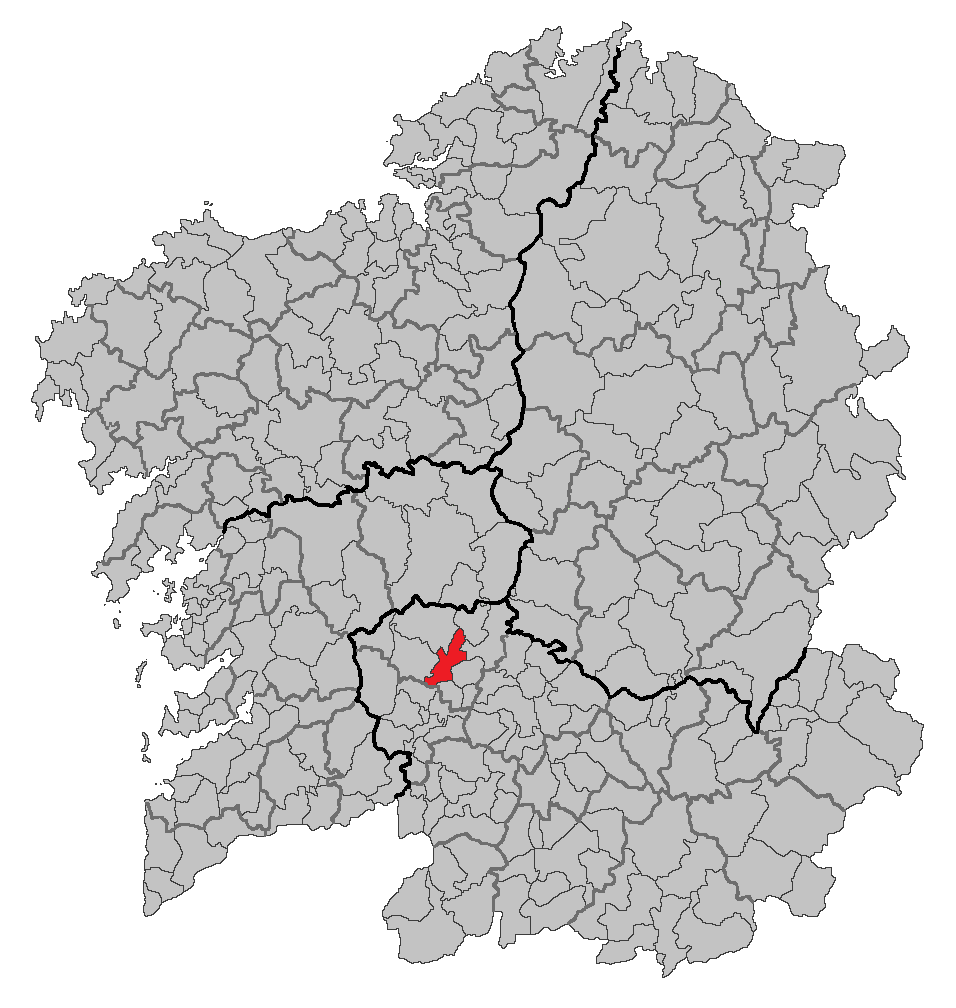
Localização do Carvalhinho

O Carvalhinho (em galego:O Carballiño,em castelhano; Carballino) é um município da Espanha na província 
de Ourense, 
comunidade autónoma da Galiza, de área 54 km² com 
população de 13838 habitantes (2007) e densidade populacional de 242,37 hab/km².

## Demografia
| Variação demográfica do município entre 1991 e 2004 | Variação demográfica do município entre 1991 e 2004 | Variação demográfica do município entre 1991 e 2004 | Variação demográfica do município entre 1991 e 2004 |
| --------------------------------------------------- | --------------------------------------------------- | --------------------------------------------------- | --------------------------------------------------- |
| 1991                                                | 1996                                                | 2001                                                | 2004                                                |
| 11134                                               | 12146                                               | 12521                                               | 13226                                               |

## Gastronomia
O prato típico do Carvalhinho é o polvo cozido em panelas de cobre. O polvo à galega é servido em prato de madeira, com azeite, sal grosso e pimentão.

A tradição desta povoação deve-se ao Mosteiro de Oseira, que cobrava os dízimos das suas propriedades na costa de Pontevedra com este cefalópode. Celebra-se a Festa do Povo no segundo domingo de agosto.